# Миравци
Миравци (мкд. Миравци) су насеље у Северној Македонији, у југоисточном делу државе. Миравци су насеље у оквиру општине Ђевђелија.
До 2004. године Миравци су били седиште истоимене општине.

## Географија
Миравци су смештени у југоисточном делу Северне Македоније. Од најближег града, Ђевђелије, село је удаљено 15 km северно.
Село Миравци се налази у историјској области Бојмија. Село је на десној обали Вардара, у источном подножју планине Кожуф, на приближно 85 метара надморске висине. Источно од насеља је равница, а западно се издижу брда.
Месна клима је измењена континентална са значајним утицајем Егејског мора (жарка лета).

## Становништво
Миравци су према последњем попису из 2002. године имали 1.647 становника.
Већинско становништво у насељу су етнички Македонци (99%), а остало су махом Срби.
Претежна вероисповест месног становништва је православље.

## Збирка слика
- Поглед на Миравце
- Сеоска црква
- Миравци 1931. године

## Познате личности
- Тихомир Костадинов, северномакедонски фудбалер